# Bruno Franceschetti
Bruno Franceschetti (Minerbe, 30 aprile 1941 – Varese, 15 maggio 2025) è stato un ginnasta e allenatore di ginnastica artistica italiano, due volte olimpionico (1964, 1968), Campione italiano agli anelli e allenatore dell'olimpionico Jury Chechi dal 1984 in poi.

## Biografia

### Carriera agonistica
Bruno Franceschetti iniziò a praticare ginnastica artistica nel 1955; vinse due volte il Campionato italiano assoluto juniores. Passato nella categoria seniores, entrò nel giro della Nazionale con la quale, a fine carriera, collezionò nove presenze.
Nel 1964 fu convocato per le Olimpiadi di Tokyo dove la Nazionale italiana fu chiamata a difendere la medaglia di bronzo conquistata quattro anni prima, alle Olimpiadi di Roma. In tale occasione la squadra si classificò ai piedi del podio (quarto posto) e Franceschetti arivò 75º nel concorso generale individuale.
Due anni dopo, Franceschetti fu convocato ai Campionati Mondiali di Dortmund e, nel 1967, ai V Giochi del Mediterraneo, disputati a Tunisi, dove contribuì alla conquista della medaglia d'oro della Nazionale italiana nel concorso a squadre.
Franceschetti fece parte della Nazionale anche ai Giochi della XIX Olimpiade (Città del Messico 1968), dove la squadra soffrì la penalizzazione dell'infortunio capitato a Franco Menichelli durante l'esecuzione dell'esercizio al corpo libero e classificandosi soltanto dodicesima. Nel concorso generale individuale Franceschetti si classificò al 72º posto.

### Carriera di allenatore
Dopo la sua seconda Olimpiade, Bruno Franceschetti si ritirò dall'attività agonistica e iniziò una brillante carriera di allenatore con gli allievi della Società Ginnastica Borgo Prati di Roma.
Nel 1973 venne assunto dal CONI che gli affidò la responsabilità del Centro tecnico di Varese e successivamente della squadra maschile juniores e seniores. Scoprì Jury Chechi e ne fu il “mentore” nell'arco della sua carriera.
Prese anche il brevetto di giudice ed fece parte di giurie alle Universiadi, ai Giochi del Mediterraneo e ai Campionati del Mondo.
Muore a Varese dopo una lunga malattia nel maggio 2025.

## Palmarès
Giochi del Mediterraneo
- Oro Tunisi 1967 (Squadre)